# 杉江廣太郎
杉江 廣太郎（すぎえ こうたろう、1932年1月21日 - 1998年9月11日）は、東京府杉並町（現・東京都杉並区）出身の俳優。本名及び別名義は杉山 弘太郎。旧芸名は杉江 弘。別表記は杉江 広太郎。父は俳優の杉寛。

## 来歴・人物
大学卒業後の1954年、第3期スターレットとして新東宝に入社。
1955年、本名の杉山弘太郎名義で清水宏監督作品の映画『次郎物語』でデビューする。
新東宝倒産後の1961年より杉江弘の芸名で日活と契約し、1968年に杉江廣太郎（杉江広太郎）と改名。日活がロマンポルノ路線に入った1970年代からはフリーとなり、テレビドラマに活躍の場を移行。
時代劇や刑事ドラマなどで、主に悪役として活躍した。
1998年9月11日に66歳で死去。

## 出演作品

### 映画
- 次郎物語（1955年、新東宝） - 小学校の先生
- 阿修羅三剣士（1956年、新東宝） - 将軍家光
- 明治天皇と日露大戦争（1957年、新東宝） - 青年
- 鋼鉄の巨人（1957年、新東宝） - 刑事
- 風雲急なり大阪城 真田十勇士総進軍（1957年、新東宝） - 由利鎌之助
- 関八州喧嘩陣（1958年、新東宝） - 乾分弥吉
- 女王蜂と大学の龍（1960年、新東宝） - 久雄
- 風雲新撰組（1961年、新東宝） - 沖田総司
- 太陽は狂ってる（1961年、日活） - 曾根
- 男と男の生きる街（1962年、日活） - 伊沢
- 憎いあンちくしょう（1962年、日活） - 関東テレビ部課長
- 俺は地獄の部隊長（1963年、日活） - 佐伯大尉
- 殺人者を消せ（1964年、日活） - 城昇
- 城取り（1965年、日活） - 中村圭之進
- 青春の裁き（1965年、日活） - 阿久津一家組員
- ぼくどうして涙がでるの（1965年、日活） - 前川達吉
- 拳銃無宿 脱獄のブルース（1965年、日活） - 獄中で郷田を狙った囚人
- 赤いグラス（1966年、日活） - 時田
- 骨まで愛して（1966年、日活） - 浩一
- 帰らざる波止場（1966年、日活） - 新村
- 嵐を呼ぶ男（1966年、日活） - 福島慎介
- 星よ嘆くな 勝利の男（1967年、日活） - 前田
- 君が青春のとき（1967年、日活） - 沼野
- 血斗（1967年、日活） - 福吉一家弥吉
- 遊侠三国志 鉄火の花道（1968年、日活） - 西尾の玉吉
- 地獄の破門状（1969年、日活） - 疵留
- 日本残侠伝（1969年、日活） - 弁天徳
- 昭和やくざ系図 長崎の顔（1969年、日活） - 淵野義一
- 残酷おんな情死（1970年、日活） - 前田
- 鮮血の記録（1970年、日活） - 佐東
- 戦争と人間 第一部 運命の序曲（1970年、日活） - 真木信三郎
- 戦国自衛隊（1979年、東宝） - 小泉家重臣

### テレビドラマ
- キイハンター（TBS / 東映）
  - 第121話「地獄の待合室から来た男」（1970年）
  - 第125話「悪党 黄金の大雪渓を行く」（1970年）
  - 第134話「ピストル市場の女」（1970年） - 塚田則光
  - 第140話「人殺しあの手この手」（1970年）
  - 第142話「ハレンチ部隊全員集合」（1970年）
  - 第146話「007座席指定は殺人超特急」（1971年）
  - 第154話「サギ師の皆さま　ふところにご用心！」（1971年）
  - 第168話「サイコロGメン 死んで貰います」（1971年） - 松田（市岡組代貸）
  - 第176話「キャーッ! 幽霊屋敷で今晩わ」（1971年）
  - 第184話「決闘! 大雪渓のダイヤモンド作戦」（1971年） - 森山
  - 第186話「さらば縛り首の木の下に立つ女」（1971年）
  - 第197話「顔のない女の墓標」（1972年）
  - 第199話「ヨーイ・ドン! 日米ボウリング大作戦」（1972年） - 北上
  - 第207話「黒猫と死者との結婚式」（1972年） - 鳥海
  - 第217話「100万ドル奪回大捜査網」（1972年） - 藤城
  - 第239話「地獄の殺人! 大捜査網」（1972年） - 日下部
- 特別機動捜査隊（NET / 東映）
  - 第479話「浅草の唄」（1971年） - 宮本
  - 第516話「涙の季節風」（1971年） - 石巻
  - 第559話「ある女の怪談」（1972年） - 佐川
  - 第592話「霧の中の焼死体」（1973年） - 野村、三宅 ※二役
  - 第644話「悲しき女の宴」（1974年） - 平松
  - 第775話「浅草喜劇役者」（1976年） - 清川五郎
  - 第785話「暴走時代」（1976年） ｰ 𠮷行
- ワン・ツウ アタック! （1971年、12ch / 東宝） - 山内監督
- レッツ・ゴー ミュンヘン! （1971年、12ch / 東宝） - 山内監督
- ターゲットメン 第12話「午后四時に死ね!」（1971年、NET / 東映） - 太地
- さすらいの狼 第15話「罠を放った矢場の女」(1972年、NET / 東映）
- プレイガールシリーズ（12ch / 東映）
  - プレイガール
    - 第168話「怪談 怨霊べに茶碗」（1972年） - 高行
    - 第219話「怪談 世にも凄まじい女」（1973年） - 永田健一
    - 第233話「夜ごとの肌に黒い罠!!」（1973年） - 西宮周三
    - 第239話「裸女深海の決闘」（1973年） - 夏井四郎
    - 第286話「私にさわると地獄行きよ」（1974年） - 沼田

  - プレイガールQ  (1975年)
    - 第16話「ゴルフ場の謎の怪事件」 - 夏村清次郎
    - 第46話「スリラー・真夜中の脅迫者」 - 高山新一
- 荒野の用心棒 第26話「火薬輸送に兇弾が炸裂して…」（1973年、NET / 三船プロ） - 桑木宗典
- 非情のライセンス（NET～ANB / 東映）
  - 第1シリーズ 第7話「兇悪の土地」（1973年） - 品田
  - 第3シリーズ 第17話「兇悪のグラビア・警視庁を売るOL」（1980年） - 岩上
- 太陽にほえろ! （NTV / 東宝）
  - 第59話「生命の代償」（1973年） - 倉持部長
  - 第144話「タレ込み屋」（1975年） - 佐竹
- 子連れ狼（NTV / ユニオン映画） 
  - 第1部 第21話「残菊の宿」（1973年） - 渡辺玄蕃
  - 第2部 第8話「石蕗の花」（1974年） - 高力弾正
  - 第3部 第6話「生命来い」（1976年） - 脇田市兵衛
- おんな浮世絵・紅之介参る! 第6話「恋の味おしえます」（1974年、NTV / ユニオン映画）
- バーディー大作戦 第33話「ジングルベルは殺しのテーマ」（1974年、TBS / 東映）
- Gメン'75（TBS / 東映）
  - 第3話「警官殺し!」（1975年） - 仁科巡査の兄
  - 第50話「湯の町午前0時の殺人」（1976年） - 福島県警　飯板署捜査課主任
  - 第62話「深夜放送ジャック」（1976年） - 大伸貿易社長
  - 第69話「ヒキ逃げ白バイ警官」（1976年） - 阿部警視
  - 第90話「スキー場首吊り殺人事件」（1977年） - 野本(野本土建社長)
  - 第106話「女刑事殺人第一課」（1977年） - 陳警部
  - 第163話「首のない女の人形」（1978年） - 矢口警部
  - 第179話「警察署長室ジャック」（1978年） - 宮坂署交通課長
  - 第193話「網走刑務所吹雪の大脱走」（1979年） - 捜査一課捜査員
  - 第199話「土曜日にネズミを殺せ!」（1979年） - 港東署捜査課課長
  - 第201話「Gメン対香港カラテ軍団」、第202話「Gメン対香港カラテ軍団PART2」（1979年） - 宗景烈
  - 第328話「香港カラテVS赤い手裏剣」、第329話「香港カラテVS赤い手裏剣 PART2」（1981年） - 陳警部
  - 第346話「幽霊に殺された私」（1982年） - 山手署捜査主任
- 大江戸捜査網（12ch / 三船プロ）
  - 第98話「明日をかけた賞金首」（1973年） - 大久保石馬
  - 第205話「謎の女を張り込め!」（1975年） - 倉橋
  - 第250話「鈴の音が俺を呼んだ!」（1976年） - 磯部要之進
  - 第272話「十手に賭けた怨み節」（1976年） - 黒川左内
  - 第301話「壮烈! 首領、暁に死す」（1977年） - 津川
  - 第326話「悪意なき幻の女」（1978年） - 源八
  - 第351話「女義賊 怒りの逆襲」（1978年） - 町田
  - 第361話「白州に咲いた母子草」（1978年） - 八十島（寺社奉行小検視）
  - 第387話「白頭巾参上 辻斬り大追跡」（1979年） - 森田重兵衛
  - 第406話「赤ん坊を狙う暗殺者」（1979年） - 藤枝
  - 第434話「五七五に賭けた恋情け」（1980年） - 早川
  - 第449話「戦慄 爆薬を抱く男」（1980年）
  - 第484話「大虐殺 砂金の陰謀」（1981年） - 小田
  - 第492話「おんな隠密 矢車お菊」（1981年）
  - 第522話「錠前師の哀歌」（1981年） - 半蔵
  - 第546話「おんな狩り 謎の人斬り狼」（1982年） - 吉沢
- 破れ傘刀舟 悪人狩り 第74話「禁じられた十字架」（1976年、NET / 三船プロ） - 田村伝之進
- 隠し目付参上 第12話「白絹は血に染まったか」（1976年、MBS / 三船プロ） - 宇之吉
- 遠山の金さん 第1シリーズ（1976年、NET / 東映）  
  - 第47話「奉納絵馬 呪いの祝い唄」- 唐津屋銀次郎
  - 第61話「浪花の仇を江戸で討て!」 - 料理屋 巴屋主人 宗右衛門
- 特捜最前線（ANB / 東映）
  - 第45話「蒸発・記憶をデッサンする女!」（1978年）
  - 第75話「面影・密告してきた女!」（1978年）
  - 第84話「記憶のない毒殺魔!」（1978年）- 久保
  - 第121話「マニキュアをした弁護士!」（1979年）
  - 第419話「女医が挑んだ殺人ミステリー!」（1985年） - 乾警部
- 俺たちの祭 第20話「愛のたたかい」（1978年、NTV / ユニオン映画）
- ザ・スーパーガール（1979年、12ch / 東映）
  - 第13話「女ドラゴン・紅の必殺拳」 - 大場
  - 第25話「さらば女豹 女がすべてを賭ける時」 - 吉村（三上興業社長）
- 大都会 PARTIII 第47話「脅迫者を消せ」（1979年、NTV / 石原プロ） - 奈良岡智三
- 駆け込みビル7号室 第5話「逆転判決! くずされた無罪アリバイ」（1979年、CX / 三船プロ）
- 騎馬奉行 第18話「同心、散華の賦」（1980年、KTV / 東映）
- 江戸の牙 第19話「恐怖の人間狩り」（1980年、ANB / 三船プロ） - 浦川
- 鬼平犯科帳 第27話「流星」（1980年、ANB / 東宝） - 杉浦
- 柳生あばれ旅 第3話「縁切寺の姫君 -藤沢-」（1980年、ANB / 東映） - 桑野兵庫
- 赤かぶ検事奮戦記 第1シリーズ 第3話「小糸坂の白骨」（1980年、ABC / 松竹）
- 噂の刑事トミーとマツ 第1シリーズ （1980年、TBS / 大映テレビ）
  - 第18話「花の芸者に恋したトミー」
  - 第53話「夜更けのダンスは死のタンゴ」- ポール田中
- 桃太郎侍（1981年、NTV / 東映）
  - 第227話「身替り代は高すぎた」- 金井
  - 第254話「望みかなった新妻の座」 - 七五三造
- ザ・ハングマンシリーズ（ABC / 松竹芸能）
  - ザ・ハングマン（1981年）
    - 第11話「魔性の母と狼の息子」 - 楢崎弁護士
    - 第32話「死人を愛した女スパイ」 - 春日武郎（国防庁長官参謀室参与）
    - 第50話「女催眠術師のウラを探れ」 - 坂田（坂田貿易社長）

  - 新ハングマン 第1話「令嬢を情婦に堕した悪徳署長」（1983年） - 銀竜会幹部
- 必殺シリーズ（ABC / 松竹）
  - 必殺仕舞人 第13話「深川節唄って三途の川渡れ」 -江戸-（1981年） - 吉沢頼母
  - 必殺仕事人III 第12話「つけ文をされたのは主水」（1982年） - 松嶋伝五郎
- 竜馬がゆく（1982年、TX / 中村プロ）
- 幻之介世直し帖 第18話「枯野に散った狼たち」（1982年、NTV / 国際放映）
- 影の軍団III 第2話「闇からの依頼人」（1982年、KTV / 東映）
- 新五捕物帳 第180話「泪橋に立つ女」（1982年、NTV / ユニオン映画）
- 遠山の金さん 第1シリーズ 第14話「母恋し! 緋牡丹仁義」（1982年、ANB / 東映） - 文吉  ※高橋英樹版
- 源九郎旅日記 葵の暴れん坊 第30話「命を捨てに来た男」（1982年、ANB / 東映） - 武藤
- 銭形平次 （1983年、CX / 東映）第847話「地獄からの使者」（1983年） - 深沢左馬之介
- 西部警察 PART-III 第29話「生命尽きても! 平尾一兵」（1983年、ANB / 石原プロ） - 海老原秘書
- 木曜ゴールデンドラマ / 母の犯した罪（1983年、YTV）
- NEWジャングル 第7話「婦警の恋」（1988年、NTV / 東宝）
- 隠密・奥の細道 第6話「十四年目の伊達騒動」（1988年、TX / G・カンパニー）
- 土曜ワイド劇場（ANB）
  - 雨の倉敷トリック殺人紀行（1989年）
  - 松本清張スペシャル 数の風景（1991年、東映）
- 火曜サスペンス劇場（NTV）
  - 松本清張の坂道の家（1983年、松竹） - マスター
  - 嘘を重ねて 平凡な人妻の見栄と欲望が背徳の血に濡れるとき（1989年）
  - 松本清張スペシャル 危険な斜面 愛と欲望にうごめく男と女（1990年） - 山田刑事